# Rayfield Wright
Larry Rayfield Wright (Griffin, Georgia, 23 de agosto de 1945 – 7 de abril de 2022), más conocido como Rayfield Wright, fue un jugador profesional estadounidense de fútbol americano que se desempeñó en la posición de offensive tackle en la National Football League (NFL). Es miembro del Salón de la Fama del Fútbol Americano Profesional.

## Carrera
Wright jugó como profesional trece temporadas en Dallas Cowboys (1967-1979), equipo en el que se retiró.

## Reconocimiento
El 4 de febrero de 2006, fue seleccionado para ser miembro del Salón de la Fama del Fútbol Americano Profesional.